# Gaspard de la nuit (bande dessinée)
Pour les articles homonymes, voir Gaspard de la nuit (homonymie).
Gaspard de la nuit est une série d'albums de bande dessinée, scénario de Stephen Desberg et dessins de Johan De Moor, publiée par Casterman.

## Description
Les trois premiers tomes forment une histoire à suivre, tandis que le quatrième est une histoire séparée.
Le titre de la série est inspiré du poème homonyme d'Aloysius Bertrand (1842).

## Albums
- 1 De l'autre côté du masque, Casterman, septembre 1987
Scénario : Stephen Desberg - Dessin : Johan De Moor - Couleurs : Véronique Grobet - (ISBN 2-203-34201-3)
- 2 Les Chasseurs dans la nuit, Casterman, janvier 1989
Scénario : Stephen Desberg - Dessin : Johan De Moor - Couleurs : Dominique Lardo - (ISBN 2-203-34202-1)
- 3 Le Prince des larmes sèches, Casterman, septembre 1990
Scénario : Stephen Desberg - Dessin : Johan De Moor - Couleurs : Dominique Lardo - (ISBN 2-203-34203-X)
- 4 Les Ailes de Naxmaal, Casterman, avril 1991
Scénario : Stephen Desberg - Dessin : Johan De Moor - Couleurs : Dominique Lardo - (ISBN 2-203-34204-8)

## Prix
- La série a obtenu un Adhémar de bronze en 1989.